# École de Tübingen
Cet article traite du courant protestant de l'université de Tübingen. Pour le  courant catholique, voir l'article École catholique de Tübingen. Ne pas confondre non plus avec une nouvelle interprétation de Platon appelée également « École de Tübingen et de Milan ».
L'École de Tübingen ou Jeune École de Tübingen, ou encore Nouvelle École de Tübingen, est un courant d'exégèse biblique et de théologie chrétienne fondé par Ferdinand Christian Baur au sein du Tübinger Stift, séminaire protestant de l'université de Tübingen. Ses principaux continuateurs sont David Strauss, Albert Schwegler, Adolf Hilgenfeld et Eduard Zeller. L'École de Tübingen est à l'origine de la critique radicale de la Bible.

## Principes exégétiques
Les principes de l'École de Tübingen s'inspirent de la dialectique hégélienne. S'éloignant d'une vision surnaturelle du christianisme, son approche du Nouveau Testament insiste sur les divergences entre les Évangiles synoptiques d'une part et celui de Jean d'autre part, sur les thèmes principaux des Épîtres de Paul et sur le rôle respectif des premiers dirigeants de l'Église primitive. À cet égard, Baur met en opposition une Église juive initiale dont le principal représentant serait l'apôtre Pierre, et une Église hellénistique, celle des Gentils, plus élaborée, incarnée par Paul de Tarse. 
André Gounelle écrit : « Ferdinand-Christian Baur et l'école de Tübingen appliquent au Nouveau Testament le schème hégélien de la thèse, de l'antithèse et de la synthèse. Pierre représenterait la thèse judéo-chrétienne, Paul l'antithèse pagano-chrétienne et Jean opérerait la synthèse. La synthèse reprend et situe les vérités partielles de la thèse et de l'antithèse ; on doit juger et apprécier à partir d'elle ce qui la précède. »
Les textes néotestamentaires correspondraient dès lors à une synthèse entre ces deux courants. Baur suggère, à titre de critère d'authenticité, la présence des traces de ce débat idéologique.
L'École de Tübingen est à l'origine de l'exégèse historico-critique de la Bible et des premiers textes chrétiens, parfois connue sous le nom de critique radicale,.